# Ліпуш
Ліпуш (пол. Lipusz, нім. Lippusch) — село в Польщі, у гміні Ліпуш Косьцерського повіту Поморського воєводства.
Населення — 2611 осіб (2011).

## Демографія
Демографічна структура станом на 31 березня 2011 року:
|          | Загалом | Допрацездатний вік | Працездатний вік | Постпрацездатний вік |
| -------- | ------- | ------------------ | ---------------- | -------------------- |
| Чоловіки | 1333    | 364                | 865              | 104                  |
| Жінки    | 1278    | 298                | 773              | 207                  |
| Разом    | 2611    | 662                | 1638             | 311                  |